# Kunsthalle der Hypo-Kulturstiftung
De Kunsthalle der Hypo-Kulturstiftung kortweg Hypo-Kunsthalle is een tentoonstellingsruimte in winkelpassage de Fünf Höfe in het centrum van de Beierse hoofdstad München.
De in 2001 geopende Kunsthalle, naar een ontwerp van het Zwitserse architectenbureau Herzog & de Meuron, beschikt over een expositieruimte van 1185 m² voor wisseltentoonstellingen. De kunsthal beschikt niet over een eigen kunstcollectie en programmeert tentoonstellingen van moderne en hedendaagse kunst. 
Succesvolle exposities waren onder andere:
Monet, Gauguin, Picasso, Miró, Magritte, Alberto Giacometti, Nay, Mueller en Nolde. 
De Hypo-Kulturstiftung verleent elk jaar een met € 50.000 gedoteerde prijs.